# Asandre del Bòsfor
Asandre (en llatí Asander, en grec antic Άσανδρoς) era un home d'alt rang que va arribar a ser rei del Bòsfor Cimmeri.
Va començar la seva carrera política i militar com a general sota el rei Farnaces I del Bòsfor i estava casat amb Dinamis, la germana rei.
L'any 47 aC li va ser encomanada temporalment la regència del regne mentre el rei anava a combatre a Gneu Domici Calví i llavors es va revoltar contra el seu cunyat esperant així acontentar als romans per, una vegada derrotat Farnaces, esser reconegut com a rei. Farnaces efectivament va ser derrotat i es va refugiar al Regne del Bòsfor on Asandre el va fer matar i va usurpar el tron però els romans no el van reconèixer com a rei i Juli Cèsar va donar la corona a Mitridates de Pèrgam que va iniciar la guerra contra l'usurpador.
Els resultats de la lluita no són ben coneguts però segons Llucià, Asandre va ser deposat (abans del 40 aC) i després restablert per August (cap a l'any 30 aC) i hauria regnat fins a la seva mort que es pot datar potser el 17 aC.
Es va deixar morir de gana als 93 anys, desesperat en veure a les seves forces desertar al camp d'Escriboni de Còlquida. La seva dona Dinamis hauria assolit les regnes del poder per un mesos fins que Escriboni va prendre el poder aproximadament l'any 15 aC.
Estrabó diu que va construir una muralla o una rasa a l'istme de Crimea d'uns 360 estadis de longitud per protegir el regne dels atacs del nòmades.